# 四股
四股（しこ）とは、相撲における動作のひとつで、力士が土俵の上で片足を高く掲げ、強く地を踏む所作のことをいう。もとは醜足（しこあし）といった。
相撲の稽古における重要なもののひとつとされるほか、他方で地を踏み鎮めるという宗教的意味をもつ。

## 手順
腰割り
四股の基本の構えが「腰割り」である。股関節をゆるめて開き、膝と爪先の向きをそろえる。重心は踵内踝真下に置き、腰を下ろす。このとき、腰を深く下ろすことよりも、上体をまっすぐに保ち、重心線にのって骨の並びをそろえることが大切である。
四股
腰割りの構えを保ったまま、足を代わる代わる上下させる。全身をゆるめ、重心移動で体を傾けていく。このとき、手を膝に添え、力を入れて爪先から地を踏む。膝は真横に開き、足は地面に踏んだ位置から引きつけずに上げ、尻を後ろへ出さず、上体から腰までをまっすぐにして踏まなくてはならない。
四股というと片山伸次のように足を高く上げるイメージがあるが、高く上げすぎるとバランスを崩しやすくなり、転倒の恐れがある。構えを崩さずに無理なく上げられる高さまで上げればよい。「四股は足の裏を見せるな」という格言があり、上げる足の膝を上に向けたまま軸足を軽く伸ばす。

## 効用
下半身の強化や柔軟性の向上に効果があり、これらは相撲の技術習得のために欠かせない基礎能力である。足を上げた時に、大臀筋や中臀筋が鍛えられる。
力士以外にも、イチロー、黒柳徹子など、トレーニングに四股を取り入れている者は多い。

## その他
- 2022年10月7日に両国国技館で開催された大相撲ファン感謝祭で、親方衆や関取衆が、来場した観客とともに「同時に四股を踏んだ最多人数」に挑戦し、従来の記録（250人）を大きく上回る、400人が参加して記録達成となった[8]。